# جون بيزا
جون بيزا (مواليد 6 أكتوبر 1952) هو مبارز بالسيف إيطالي، مثّل بلاده في الألعاب الأولمبية الصيفية 1976.

## روابط رياضية
جون بيزا على موقع أوليمبيديا (الإنجليزية)